# Liptena praestans
Liptena praestans är en fjärilsart som beskrevs av Grose-smith 1901. Liptena praestans ingår i släktet Liptena och familjen juvelvingar. IUCN kategoriserar arten globalt som livskraftig. Inga underarter finns listade i Catalogue of Life.